# Episodi di Capitan Nice
La prima e unica stagione della serie televisiva Capitan Nice (Captain Nice) è andata in onda negli Stati Uniti dal 9 gennaio 1967 al 1º maggio 1967 sulla NBC.
| nº | Titolo originale                  | Prima TV USA     | Titolo italiano                       | Prima TV Italia |
| -- | --------------------------------- | ---------------- | ------------------------------------- | --------------- |
| 1  | The Man Who Flies Like a Pigeon   | 9 gennaio 1967   | La volante sono io                    |                 |
| 2  | How Sheik Can You Get?            | 16 gennaio 1967  | Sceicchi si nasce                     |                 |
| 3  | That Thing                        | 23 gennaio 1967  | La cosa                               |                 |
| 4  | That Was the Bridge that Was      | 6 febbraio 1967  | Non tutti i ponti riescono col buco   |                 |
| 5  | The Man With Three Blue Eyes      | 20 febbraio 1967 | L'uomo dai tre occhi                  |                 |
| 6  | Is Big Town Burning?              | 27 febbraio 1967 | Col fuoco non si scherza!             |                 |
| 7  | Don't Take Any Wooden Indians     | 6 marzo 1967     | Non toccate i poveri indiani!         |                 |
| 8  | That's What Mothers Are For       | 13 marzo 1967    | A queste servono le madri             |                 |
| 9  | Whatever Lola Wants               | 20 marzo 1967    | Quel che Lola vuole                   |                 |
| 10 | Who's Afraid of Amanda Woolf?     | 27 marzo 1967    | Chi ha paura di Amanda Wolf?          |                 |
| 11 | The Week They Stole Payday        | 3 aprile 1967    | Quel maledetto giorno di paga         |                 |
| 12 | Tastes OK But Something's Missing | 10 aprile 1967   | Il sapore è quello, ma manca qualcosa |                 |
| 13 | May I Have the Last Dance         | 17 aprile 1967   | Permettete un ultimo ballo?           |                 |
| 14 | One Rotten Apple                  | 24 aprile 1967   | La mela marcia                        |                 |
| 15 | Beware of Hidden Prophets         | 1º maggio 1967   | Occhio al profeta!                    |                 |

## The Man Who Flies Like a Pigeon
- Diretto da: Jud Taylor
- Scritto da: Buck Henry

### Trama
- Guest star: Kelton Garwood (Omnus)

## How Sheik Can You Get?
- Diretto da:
- Scritto da:

### Trama
- Guest star: Larry D. Mann (Sheik Abdul)

## That Thing
- Diretto da:
- Scritto da:

### Trama
- Guest star: Johnny Haymer (dottor Von Keppel), Frank Maxwell (generale Rock Ravage)

## That Was the Bridge that Was
- Diretto da: Gary Nelson
- Scritto da: Al Gordon, Hal Goodman

### Trama
- Guest star: Edward Binns (Al Spencer), Philip Roth (Hal Porter)

## The Man With Three Blue Eyes
- Diretto da:
- Scritto da:

### Trama
- Guest star: John Dehner (Medula)

## Is Big Town Burning?
- Diretto da:
- Scritto da:

### Trama
- Guest star: Vic Tayback (Lipton)

## Don't Take Any Wooden Indians
- Diretto da: Richard Kinon
- Scritto da: Peter Meyerson, Treva Silverman

### Trama
- Guest star: Joe Flynn (dottor John Edgars)

## That's What Mothers Are For
- Diretto da: Gary Nelson
- Scritto da: Martin Ragaway

### Trama
- Guest star: Felice Orlandi (Lucky)

## Whatever Lola Wants
- Diretto da: Richard Kinon
- Scritto da: Arne Sultan

### Trama
- Guest star: Barbara Stuart (Lola), Julie Parrish

## Who's Afraid of Amanda Woolf?
- Diretto da: Hollingsworth Morse
- Scritto da: Stan Burns, Mike Marmer

### Trama
- Guest star: John Fiedler (Gunnar), Madlyn Rhue (Amanda Woolf)

## The Week They Stole Payday
- Diretto da: Gary Nelson
- Scritto da: Bruce Shelly, David Ketchum

### Trama
- Guest star: Victor French (Anthony), Pat Harrington, Jr. (Arthur)

## Tastes OK But Something's Missing
- Diretto da: Gary Nelson
- Scritto da: Ed Scharlach, Peggy Elliott

### Trama
- Guest star: Dick Curtis (Bostic), Simon Oakland (Harry Houseman)

## May I Have the Last Dance
- Diretto da: Charles Rondeau
- Scritto da: David Ketchum, Bruce Shelly

### Trama
- Guest star: Celeste Yarnall (Rosalind)

## One Rotten Apple
- Diretto da: Gary Nelson
- Scritto da: Peter Meyerson, Treva Silverman

### Trama
- Guest star: Bob Newhart (Lloyd Larchmont), Jo Anne Worley (Rusty)

## Beware of Hidden Prophets
- Diretto da:
- Scritto da:

### Trama
- Guest star: John Dehner (Medula), Joseph Campanella (Kincade), Beth Brickell (Renata)